# Elisabeth von Brandenburg-Küstrin

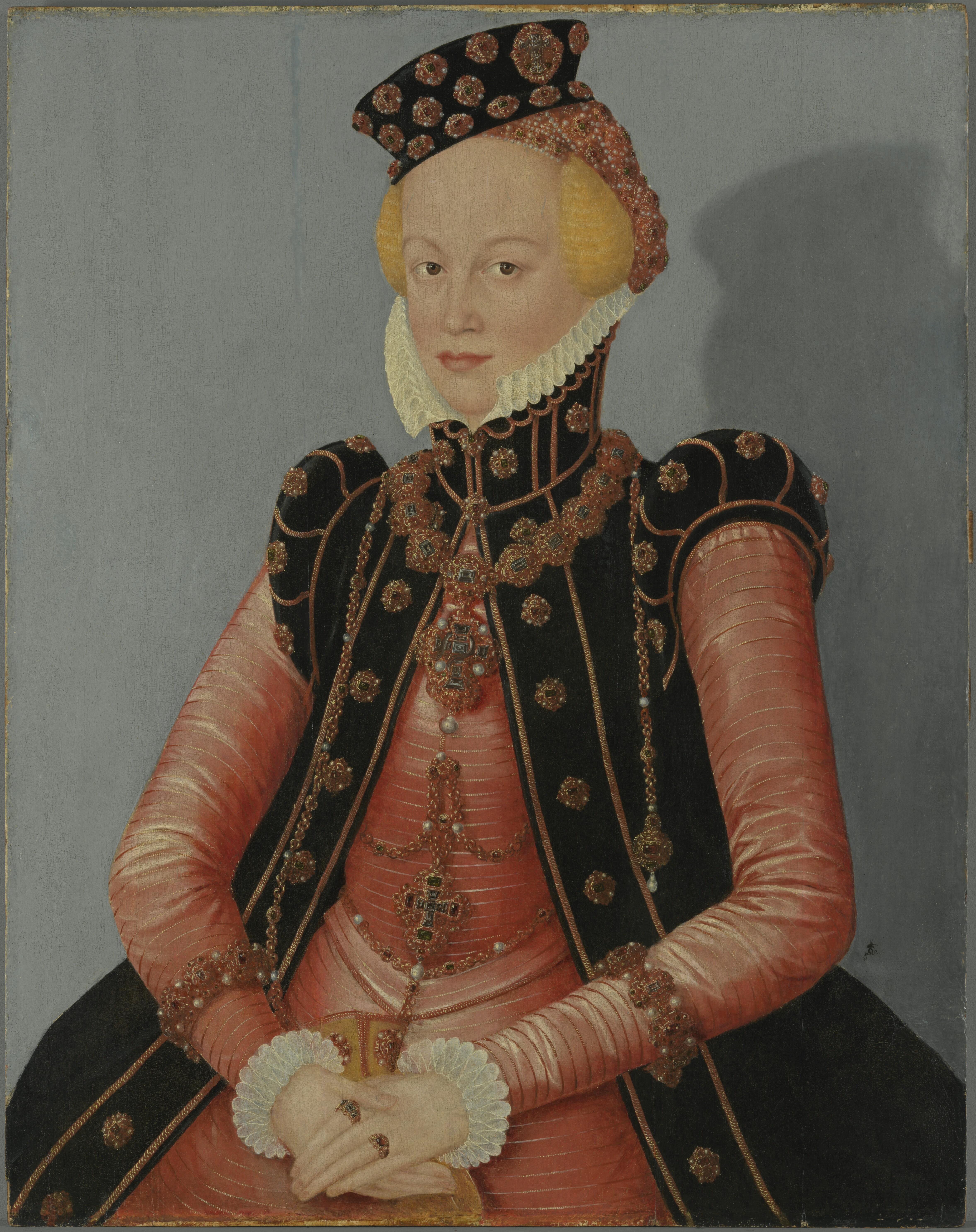
Elisabeth von Brandenburg-Küstrin (Gemälde von Lucas Cranach der Jüngere, 1579, Alte Pinakothek, München)

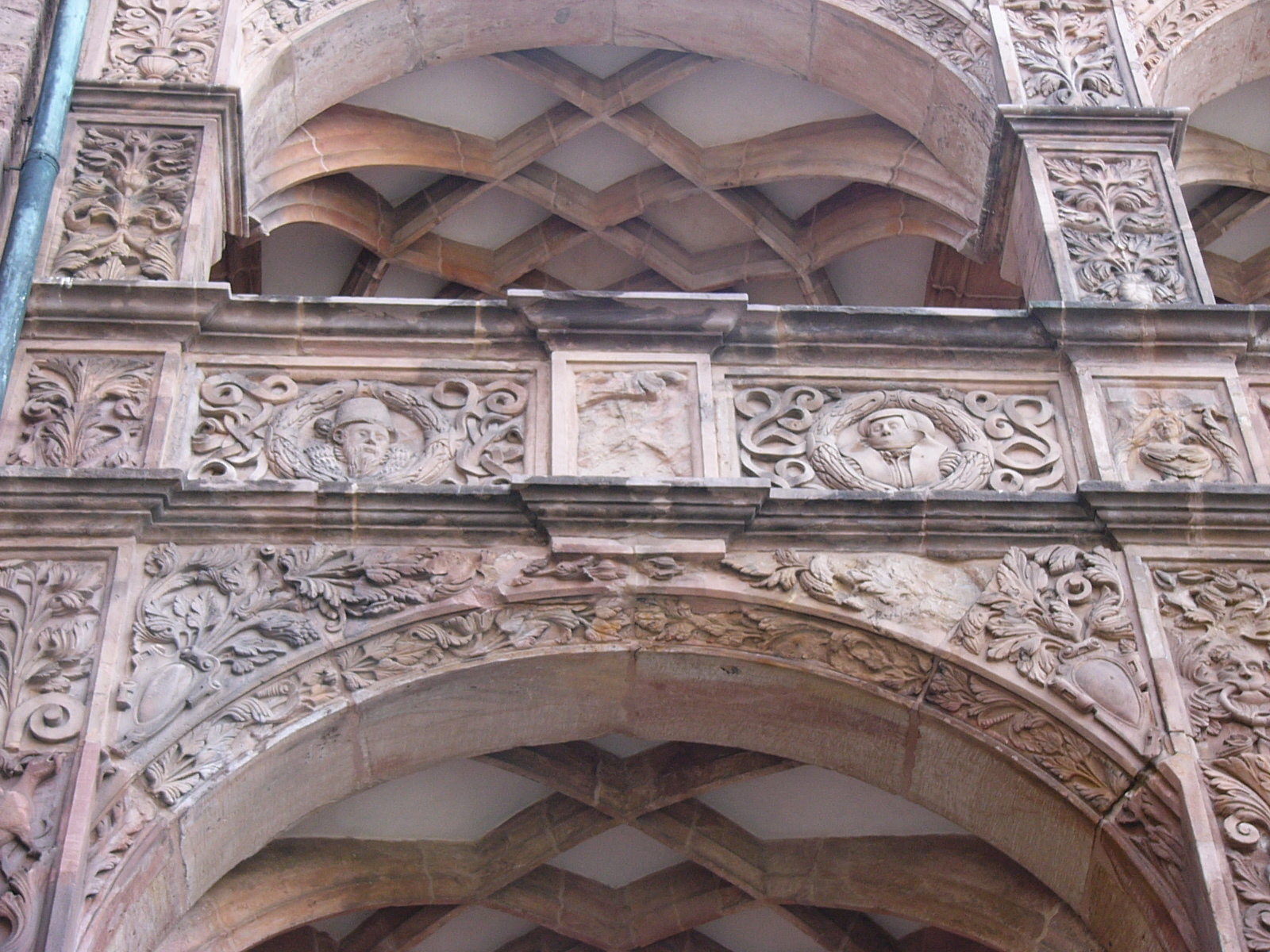
Das Markgrafenpaar im Schönen Hof auf der Plassenburg

Elisabeth von Brandenburg-Küstrin (* 29. August 1540 in Küstrin; † 8. März 1578 bei Warschau) war eine Prinzessin von Brandenburg-Küstrin und durch Heirat Markgräfin von Brandenburg-Ansbach und Brandenburg-Kulmbach.

## Leben
Elisabeth war die ältere der beiden Töchter des Markgrafen Johann von Brandenburg-Küstrin (1513–1571) aus dessen Ehe mit Katharina (1518–1574), Tochter des Herzogs Heinrich II. von Braunschweig-Wolfenbüttel.
Elisabeth heiratete am 26. Dezember 1558 in Küstrin Markgraf Georg Friedrich von Brandenburg-Ansbach (1539–1603). Für Herzog Albrecht Friedrich versah Elisabeths Mann seit 1577 als Statthalter die Regentschaft im Herzogtum Preußen.
Elisabeth starb während des Aufenthaltes am Warschauer Hof, wo Georg Friedrich durch den polnischen König Stephan Báthory die Herzogswürde verliehen werden sollte. Elisabeth wurde im Königsberger Dom bestattet. Ihr Mann gab bei dem niederländischen Bildhauer Willem van den Blocke das Grabdenkmal in Auftrag, das 1582 fertiggestellt und als „Statthalterdenkmal“ im Königsberger Dom errichtet wurde.